# Kristen Connolly
Kristen Nora Connolly (Montclair, 12 luglio 1980) è un'attrice statunitense.

## Biografia
Kristen Connolly studia recitazione al Middlebury College di Middlebury, nello Stato del Vermont, e alla Yale School of Drama dell'Università Yale a New Haven, nel Connecticut. Inizia la sua carriera grazie all'interpretazione di diversi ruoli ricorrenti in numerosi corti su CollegeHumor, sito web umoristico statunitense, e nel 2006 partecipa alla webserie iChannel nella parte di iGirl. Fra le sue prime apparizioni in pellicole cinematografiche va segnalata la sua presenza in alcune scene extra dei film Mona Lisa Smile, E venne il giorno e Piacere Dave. 
Tra il 2008 e il 2009 recita nelle soap opera Sentieri, per 16 episodi nel ruolo di Jolene, e Così gira il mondo, per 39 episodi nel ruolo di Josie Anderson. Nel 2012 interpreta il ruolo della protagonista Dana in Quella casa nel bosco, horror diretto da Drew Goddard. Il medesimo anno recita anche in un altro film dell'orrore: The Bay, del regista premio Oscar Barry Levinson. Nel 2013 viene scritturata per il ruolo di Christina Gallagher nella serie TV House of Cards - Gli intrighi del potere, prodotta da Netflix e con protagonista Kevin Spacey. Nel 2014 interpreta Bess, la moglie del famoso escapologo Harry Houdini nella miniserie TV Houdini, regia di Uli Edel.

## Filmografia

### Cinema
- Mona Lisa Smile, regia di Mike Newell (2003)
- E venne il giorno (The Happening), regia di M. Night Shyamalan (2008)
- Piacere Dave (Meet Dave), regia di Brian Robbins (2008)
- Revolutionary Road, regia di Sam Mendes (2008)
- I Love Shopping (Confessions of a Shopaholic), regia di P. J. Hogan (2009)
- Certainty, regia di Peter Askin (2011)
- Quella casa nel bosco (The Cabin in the Woods), regia di Drew Goddard (2012)
- The Bay, regia di Barry Levinson (2012)
- Ex-Girlfriends, regia di Alexander Poe (2012)
- A Good Marriage, regia di Peter Askin (2014)
- Worst Friends, regia di Ralph Arend (2014)
- Acque profonde (Deep Water), regia di Adrian Lyne (2022)
- Honey Don't!, regia di Ethan Coen (2025)

### Televisione
- New Amsterdam – serie TV, episodio 1x04 (2008)
- Law & Order: Criminal Intent – serie TV, episodio 7x17 (2008)
- Sentieri (Guiding Light) – serial TV, 16 puntate (2008)
- Così gira il mondo (As the World Turns) – serial TV, 39 puntate (2008-2009)
- Life on Mars – serie TV, episodio 1x10 (2009)
- Nurse Jackie - Terapia d'urto (Nurse Jackie) – serie TV, episodio 1x04 (2009)
- Mercy – serie TV, episodio 1x05 (2009)
- The Good Wife – serie TV, episodio 3x03 (2011)
- House of Cards - Gli intrighi del potere (House of Cards) – serie TV, 17 episodi (2013-2014)
- Houdini, regia di Uli Edel – miniserie TV, 2 episodi (2014)
- The Whispers – serie TV, 13 episodi (2015)
- Zoo – serie TV, 39 episodi (2015-2017)
- The Wizard of Lies, regia di Barry Levinson - film TV (2017)
- Evil – serie TV, 5 episodi (2019-2021)
- Outer Range – serie TV, 3 episodi (2022)
- Law & Order - Unità vittime speciali (Law & Order: Special Victims Unit) – serie TV, episodio 23x21 (2022)

## Doppiatrici italiane
Nelle versioni in italiano delle opere in cui ha recitato, Kristen Connolly è stata doppiata da:
- Francesca Manicone in Zoo, The Wizard of Lies, Acque profonde
- Rossella Acerbo in House of Cards - Gli intrighi del potere, Houdini
- Barbara Salvucci in E venne il giorno
- Chiara Gioncardi in Quella casa nel bosco
- Sabine Cerullo in A Good Marriage
- Domitilla D'Amico in The Bay
- Myriam Catania in The Whispers
- Stefania De Peppe in Outer Range
- Gemma Donati in Evil
- Letizia Scifoni in FBI: International